# Josef von Báky
Josef von Báky, né le 23 mars 1902 à Zobor (Autriche-Hongrie) et mort le 28 juillet 1966 à Munich, est un réalisateur hongrois.
Né sujet austro-hongrois, il a fait toute sa carrière de cinéaste en Allemagne, d'abord sous la république de Weimar, ensuite sous le Troisième Reich, enfin en Allemagne de l'Ouest.
Il est resté célèbre pour son adaptation des Aventures fantastiques du baron Munchhausen (1943), d'après le roman de Carl Leberecht Immermann.

## Filmographie partielle

### Comme assistant-réalisateur
- 1929 : Palace de luxe (Champagner) de Géza von Bolváry
- 1929 : Mon copain de papa (Vater und Sohn) de Géza von Bolváry
- 1930 : Ma fiancée de Chicago (Der Erzieher meiner Tochter) de Géza von Bolváry
- 1930 : Delikatessen de Géza von Bolváry
- 1930 : Zwei Herzen im Dreiviertel-Takt de Géza von Bolváry
- 1930 : Ein Tango für Dich de Géza von Bolváry
- 1930 : Rêve de Vienne (Das Lied ist aus) de Géza von Bolváry
- 1930 : Der Herr auf Bestellung de Géza von Bolváry
- 1931 : Die lustigen Weiber von Wien de Géza von Bolváry
- 1931 : Der Raub der Mona Lisa de Géza von Bolváry
- 1931 : L'amour commande (Liebeskommando) de Géza von Bolváry
- 1932 : C'est un amour qui passe (Ein Lied, ein Kuß, ein Mädel) de Géza von Bolváry
- 1934 : Parade de printemps (Frühjahrsparade) de Géza von Bolváry
- 1934 : Peter (Frühjahrsparade) d'Henry Koster
- 1935 : Winternachtstraum de Géza von Bolváry
- 1935 : Stradivari de Géza von Bolváry
- 1936 : Die Entführung de Géza von Bolváry
- 1936 : Das Schloß in Flandern de Géza von Bolváry

### Comme réalisateur
- 1936 : Intermezzo (de)
- 1938 : Un amour en l'air (de) (Die Kleine und die große Liebe)
- 1938 : La Femme au carrefour (de) (Asszony a válaszúton)
- 1939 : La Danseuse nue (A varieté csillagai / Menschen vom Varieté)
- 1939 : Éveil (de) (Ihr erstes Erlebnis)
- 1940 : Le Poète du village (de) (Der Kleinstadtpoet)
- 1941 : Annelie
- 1943 : Les Aventures fantastiques du baron Münchhausen (Münchhausen)
- 1947 : … und über uns der Himmel
- 1948 : Via Mala
- 1949 : La Chair (Der Ruf)
- 1949 : L'Étrange Histoire de Kaspar Brandner (de) (Die seltsame Geschichte des Brandner Kaspar / Das Tor zum Paradies)
- 1950 : Petite Maman (Das doppelte Lottchen)
- 1953 : Le Rêve brisé (de) (Der träumende Mund)
- 1953 : Le Journal d'une amoureuse (de) (Tagebuch einer Verliebten)
- 1954 : Toi seule (de) (Du bist die Richtige)
- 1955 : Hôtel Adlon (Hotel Adlon)
- 1955 : Le Maître de poste (Dunja)
- 1956 : L'Ensorceleuse (Fuhrmann Henschel)
- 1957 : Un petit coin de paradis (Robinson soll nicht sterben)
- 1957 : Les Frénétiques (Die Frühreifen)
- 1958 : Avouez, docteur Corda (Gestehen Sie, Dr. Corda!)
- 1958 : Une gamine précoce (Stefanie)
- 1959 : Le Troisième Témoin (de) (Der Mann, der sich verkaufte)
- 1959 : La Femme idéale (de) (Die Ideale Frau)
- 1959 : Marili (de)
- 1960 : Elle est bien bonne (Sturm im Wasserglas)
- 1961 : L'Étrange Comtesse (Die seltsame Gräfin)